# Кырдар, Лютфи
Лютфи Кырдар (15 марта 1887, Киркук — 17 февраля 1961, Яссыада) — турецкий врач-офтальмолог и политик.

## Биография
Родился 15 марта 1887 года в Киркуке. Затем переехал в Багдад. В 1908 году Кырдар перебрался в Стамбул для изучения медицины в Стамбульском университете.
После начала Балканских войн бросил университет и пошёл в армию. После окончания боевых действий возобновил обучение, в 1917 году окончил университет. Работал врачом в Эн-Наджафе. После начала Первой мировой войны снова пошёл в армию.
После окончания войны в работал в турецком отделении Красного Креста. Присутствовал на Эрзурумском конгрессе, на котором познакомился с Ататюрком. Кырдар принимал участие в войне за независимость Турции. За службу был награждён медалью независимости.
В 1923 году изучал офтальмологию в Вене и Мюнхене. В 1924 году вернулся в Турцию. С 1933 года работал офтальмологом в госпитале ила Измир.
В 1935 году был избран членом Великого национального собрания от партии республиканской народной партии (РНП). В 1936 году был назначен руководителем ила Маниса. 5 декабря 1938 года Кырдар стал мэром Стамбула и главой одноимённой провинции. Он занимал этот пост до 20 октября 1949 года.
В период нахождения Кырдара на посту мэра Стамбула в городе был возведён целый ряд различных построек, в том числе стадион Инёню.
В 1949 году являлся послом Турции в Швеции. В том же году был снова избран членом Великого национального собрания от РНП, но не сумел переизбраться на следующий срок.
Перешёл из РНП в Демократическую партию. В 1954 и 1957 годах избирался от этой партии в Великое национальное собрание.
26 ноября 1957 года Аднан Мендерес назначил Кырдара министром здравоохранения. После государственного переворота, совершённого в 1960 году, Лютфи Кырдар был снят с поста и отдан под суд. Умер во время суда от инфаркта миокарда. Похоронен на кладбище Зинджирликую. У него осталось двое сыновей, Эрдем и Унер.